# أبيجا آدامز
أبيجا آدامز (بالإنجليزية: Abijah Adams)‏ هو صحفي أمريكي، ولد في 1754، وتوفي في 18 مايو 1816.